# 霍维德
霍维德（1902年12月2日—1977年6月14日），男，陕西绥德人，中华人民共和国政治人物，曾任甘肃省人民政府副主席、副省长，山东省政协副主席。

## 生平
1954年，当选第一届全国人民代表大会代表。